# Aporhytisma urticae
Aporhytisma urticae är en svampart som först beskrevs av Elias Fries, och fick sitt nu gällande namn av Franz Xaver von Höhnel 1917. Aporhytisma urticae ingår i släktet Aporhytisma och familjen Diaporthaceae.  Arten är reproducerande i Sverige. Inga underarter finns listade i Catalogue of Life.